# Prix littéraire AKO
Le prix littéraire AKO (en néerlandais : AKO Literatuurprijs) est un prix littéraire néerlandais décerné tous les ans depuis 1987 aux Pays-Bas à l’auteur du meilleur livre de l’année.

## Lauréats
- 1987 -  J. Bernlef - Secret public (Publiek geheim)
- 1988 -  Geerten Meijsing - Veranderlijk en wisselvallig
- 1989 -  Brigitte Raskin - Het koekoeksjong
- 1990 -  Louis Ferron - Karelische nachten
- 1991 -  P.F. Thomése - Zuidland
- 1992 -  Margriet de Moor- Eerst grijs dan wit dan blauw
- 1993 -  Marcel Möring - Het grote verlangen
- 1994 -  G.L. Durlacher - Quarantine
- 1995 -  Connie Palmen - De vriendschap
- 1996 -  Frits van Oostrom - Maerlants wereld
- 1997 -  A.F.Th. van der Heijden  - Onder het plaveisel het moeras
- 1998 -  Herman Franke - De verbeelding
- 1999 -  Karel Glastra van Loon - De passievrucht
- 2000 -  Arnon Grunberg -Fantoompijn
- 2001 -  Jeroen Brouwers - Geheime kamers
- 2002 -  Allard Schröder - De hydrograaf
- 2003 -  Dik van der Meulen - Multatuli: Leven en werk van Eduard Douwes Dekker
- 2004 -  Arnon Grunberg - De asielzoeker
- 2005 -  Jan Siebelink - Knielen op een bed violen
- 2006 -  Hans Münstermann - De Bekoring
- 2007 -  A.F.Th. van der Heijden - Het schervengericht
- 2008 -  Doeschka Meijsing  - Over de liefde
- 2009 -  Erwin Mortier - Godenslaap
- 2010 -  David Van Reybrouck - Congo. Een geschiedenis
- 2011 -  Marente de Moor - De Nederlandse maagd
- 2012 -  Peter Terrin - Post mortem
- 2013 -  Joke van Leeuwen - Feest van het begin
- 2014 -  Stefan Hertmans - Oorlog en terpentijn